# Eccellenza Basilicata 2018-2019
Il campionato italiano di calcio di Eccellenza regionale 2018-2019 è stato il ventottesimo organizzato in Italia. Rappresenta il quinto livello del calcio italiano.

## Stagione

### Aggiornamenti
Dopo la promozione in Serie D 2018-2019 del Rotonda e le due retrocessioni di Alto Bradano e Real Tolve, l'Eccellenza Basilicata doveva tornare da 17 alle consuete 16 squadre. Quindi i tre posti disponibili sono stati ridotti a due.
Senza retrocessioni lucane dalla Serie D 2017-2018, i due posti disponibili sono a vantaggio delle squadre di Promozione e cioè il Rotunda Maris, vincitore del campionato, e il Ferrandina, vincitore degli spareggi. L'A.S.D. Rotunda Maris si è fusa con l'A.S.C. Policoro Calcio, dando vita all'A.S.D. Policoro, con sede a Policoro. Il Ferrandina Calcio si è fuso con l'A.S.D. Real Ferrandina, dando vita all'A.S.D. Ferrandina 17890, con sede a Ferrandina. L'A.S.D. Soccer Lagonegro '04 si è fuso con l'A.S.D. Pro Calcio Vulture, dando vita all'A.S.D. Circolo Sport Vultur 1921, con sede a Rionero in Vulture.
A seguito della rinuncia all'iscrizione al campionato di Eccellenza Basilicata di A.C.D. Fides Scalera C.S.V., A.S.D. Sporting Pignola, U.S.D. Vitalba e C.S. Vultur Rionero A.S.D., sono state ammesse al campionato l'A.S.D. Ripacandida (che aveva cambiato denominazione da A.S.D. CandidaMelfi), l'A.S.D. Pomarico, l'A.S.D. Real Tolve e l'Avigliano Calcio PZ, rispettivamente classificatesi al terzo e quarto posto in Promozione, retrocessa dall'Eccellenza, nona classificata in Promozione.

### Formula
Le 16 squadre partecipanti disputano un girone all'italiana con partite di andata e ritorno per un totale di 30 giornate. La prima classificata viene promossa in Serie D. Le squadre classificate dal secondo al quinto posto sono ammesse ai play-off per decretare quale squadra partecipa agli spareggi nazionali per la promozione in Serie D. L'ultima classificata viene retrocessa direttamente nel campionato di Promozione. Le squadre classificate dal dodicesimo al quindicesimo posto sono ammesse ai play-out per decretare la seconda retrocessione in Promozione.

## Squadre partecipanti
| Club                             | Città (provincia)       | Stadio                             | Stagione precedente          |
| -------------------------------- | ----------------------- | ---------------------------------- | ---------------------------- |
| Avigliano Calcio PZ              | Avigliano (PZ)          | Stadio comunale                    | 9º in Promozione Basilicata  |
| A.S.D. Circolo Sport Vultur 1921 | Rionero in Vulture (PZ) | Stadio Pasquale Corona             | 2º in Eccellenza Basilicata  |
| A.S.D. Ferrandina 17890          | Ferrandina (MT)         | Stadio Santa Maria                 | 2º in Promozione Basilicata  |
| A.S.D. Grumentum Val d'Agri      | Marsicovetere (PZ)      | Stadio comunale Cupolo             | 3º in Eccellenza Basilicata  |
| A.S.D.Pol. Latronico Terme       | Latronico (PZ)          | Stadio comunale                    | 15º in Eccellenza Basilicata |
| U.S.D. Lavello                   | Lavello (PZ)            | Stadio Franco Pisicchio            | 7º in Eccellenza Basilicata  |
| A.S. Melfi                       | Melfi (PZ)              | Stadio Arturo Valerio              | 3º in Eccellenza Basilicata  |
| Pol. Moliterno                   | Moliterno (PZ)          | Stadio Onofrio Venezia             | 12º in Eccellenza Basilicata |
| A.S.D. Montescaglioso            | Montescaglioso (MT)     | Stadio comunale                    | 8º in Eccellenza Basilicata  |
| F.C. Murese Aurora 2000          | Muro Lucano (PZ)        | Stadio comunale                    | 13º in Eccellenza Basilicata |
| A.S.D. Policoro                  | Policoro (MT)           | Stadio Rocco Perriello             | 1º in Promozione Basilicata  |
| A.S.D. Pomarico                  | Pomarico (MT)           | Stadio comunale                    | 4º in Promozione Basilicata  |
| A.S.D. Real Metapontino          | Scanzano Jonico (MT)    | Stadio Gaetano Michetti (Pisticci) | 10º in Eccellenza Basilicata |
| A.S.D. Real Senise               | Senise (PZ)             | Stadio comunale                    | 5º in Eccellenza Basilicata  |
| A.S.D. Real Tolve                | Tolve (PZ)              | Stadio San Rocco                   | 16º in Eccellenza Basilicata |
| A.S.D. Ripacandida               | Ripacandida (PZ)        | Campo sportivo comunale            | 3º in Promozione Basilicata  |

## Classifica finale
|  | Pos. | Squadra              | Pt | G  | V  | N  | P  | GF | GS | DR  |
|  | ---- | -------------------- | -- | -- | -- | -- | -- | -- | -- | --- |
|  | 1.   | Grumentum Val d'Agri | 76 | 30 | 25 | 1  | 4  | 96 | 25 | +71 |
|  | 2.   | Lavello              | 68 | 30 | 21 | 5  | 4  | 72 | 17 | +55 |
|  | 3.   | Melfi                | 67 | 30 | 20 | 7  | 3  | 80 | 32 | +48 |
|  | 4.   | Vultur Rionero       | 66 | 30 | 20 | 6  | 4  | 56 | 25 | +30 |
|  | 5.   | Real Metapontino     | 50 | 30 | 14 | 8  | 8  | 46 | 35 | +12 |
|  | 6.   | Policoro             | 44 | 30 | 13 | 5  | 12 | 45 | 36 | +9  |
|  | 7.   | Real Senise          | 43 | 30 | 12 | 7  | 11 | 43 | 45 | -2  |
|  | 8.   | Moliterno            | 37 | 30 | 10 | 7  | 13 | 39 | 65 | -26 |
|  | 9.   | Real Tolve           | 35 | 30 | 10 | 5  | 15 | 46 | 59 | -13 |
|  | 12.  | Montescaglioso       | 33 | 30 | 8  | 9  | 13 | 31 | 38 | -7  |
|  | 10.  | Pomarico             | 33 | 30 | 8  | 9  | 13 | 31 | 48 | -17 |
|  | 11.  | Ferrandina           | 32 | 30 | 7  | 11 | 12 | 34 | 48 | -14 |
|  | 13.  | Ripacandida          | 26 | 30 | 6  | 8  | 16 | 26 | 46 | -20 |
|  | 14.  | Avigliano            | 23 | 30 | 5  | 8  | 17 | 19 | 61 | -42 |
|  | 15.  | Latronico            | 20 | 30 | 5  | 5  | 20 | 25 | 62 | -37 |
|  | 16.  | Murese               | 14 | 30 | 3  | 5  | 22 | 26 | 71 | -45 |

Legenda:
      Promossa in Serie D 2019-2020
      Ammessa ai play-off nazionali.
 Ammessa ai play-off o ai play-out
      Retrocessa in Promozione 2019-2020
Note:
Tre punti a vittoria, uno a pareggio, zero a sconfitta.
Il Real Metapontino non si iscrive al prossimo campionato di Eccellenza.

## Risultati

### Tabellone
|                      | Avi  | CSV  | Fer  | GVD  | Lat  | Lav  | Mel  | Mol  | Mon  | Mur  | Pol  | Pom  | RMe  | RSe  | RTo  | Rip  |
| -------------------- | ---- | ---- | ---- | ---- | ---- | ---- | ---- | ---- | ---- | ---- | ---- | ---- | ---- | ---- | ---- | ---- |
| Avigliano            | –––– | 2-4  | 0-0  | 0-6  | 0-2  | 0-1  | 3-3  | 1-1  | 1-1  | 0-0  | 1-3  | 0-1  | 0-2  | 1-0  | 1-3  | 1-0  |
| CS Vultur 1921       | 3-0  | –––– | 3-0  | 0-2  | 3-1  | 1-0  | 2-1  | 3-2  | 1-0  | 3-0  | 2-3  | 3-3  | 1-1  | 1-0  | 3-0  | 0-0  |
| Ferrandina           | 5-0  | 0-3  | –––– | 1-2  | 2-1  | 0-0  | 0-4  | 1-1  | 0-3  | 1-1  | 1-1  | 0-0  | 1-3  | 1-3  | 3-1  | 3-2  |
| Grumentum Val D'Agri | 4-0  | 2-3  | 5-0  | –––– | 9-0  | 2-2  | 1-3  | 8-1  | 2-1  | 5-0  | 3-2  | 4-0  | 3-1  | 1-3  | 3-0  | 5-0  |
| Latronico Terme      | 0-1  | 0-2  | 0-2  | 0-2  | –––– | 0-1  | 0-4  | 1-2  | 2-1  | 1-1  | 1-2  | 0-2  | 1-1  | 1-2  | 3-2  | 2-1  |
| Lavello              | 4-0  | 1-1  | 1-0  | 4-1  | 3-0  | –––– | 2-1  | 4-0  | 4-0  | 4-0  | 2-0  | 1-1  | 4-0  | 4-0  | 3-0  | 3-0  |
| Melfi                | 5-0  | 1-0  | 4-1  | 2-5  | 2-0  | 2-2  | –––– | 3-0  | 1-0  | 9-2  | 1-0  | 2-2  | 3-1  | 5-1  | 2-2  | 3-0  |
| Moliterno            | 1-0  | 1-0  | 3-7  | 0-1  | 1-1  | 1-5  | 0-4  | –––– | 1-0  | 3-2  | 0-2  | 1-0  | 3-2  | 0-0  | 3-3  | 2-1  |
| Montescaglioso       | 3-1  | 2-2  | 0-0  | 0-2  | 2-3  | 0-4  | 0-1  | 1-1  | –––– | 0-0  | 3-1  | 2-0  | 0-0  | 2-0  | 0-2  | 1-0  |
| Murese Aurora 2000   | 0-1  | 0-1  | 1-2  | 2-3  | 2-1  | 0-6  | 1-3  | 2-2  | 1-2  | –––– | 3-1  | 1-0  | 0-2  | 0-3  | 0-1  | 1-2  |
| Policoro             | 1-1  | 0-1  | 1-0  | 0-2  | 2-0  | 3-1  | 0-1  | 2-1  | 2-1  | 3-2  | –––– | 0-0  | 1-2  | 7-1  | 3-0  | 0-0  |
| Pomarico             | 0-0  | 0-1  | 3-1  | 0-2  | 2-1  | 0-1  | 2-2  | 1-4  | 2-2  | 3-2  | 2-1  | –––– | 0-1  | 0-4  | 1-4  | 1-1  |
| Real Metapontino     | 4-0  | 0-0  | 0-0  | 0-1  | 2-2  | 1-0  | 2-3  | 3-0  | 2-1  | 2-1  | 1-0  | 1-4  | –––– | 3-2  | 4-0  | 3-1  |
| Real Senise          | 3-2  | 1-2  | 0-0  | 0-4  | 2-2  | 1-0  | 1-1  | 4-2  | 0-1  | 2-1  | 0-0  | 3-0  | 0-0  | –––– | 3-0  | 1-0  |
| Real Tolve           | 0-1  | 2-3  | 1-1  | 0-4  | 4-0  | 1-2  | 2-4  | 1-2  | 2-2  | 2-0  | 2-1  | 3-0  | 3-2  | 1-1  | –––– | 3-2  |
| Ripacandida          | 1-1  | 1-3  | 1-1  | 0-2  | 2-0  | 1-3  | 0-0  | 1-0  | 0-0  | 3-1  | 1-2  | 0-1  | 0-0  | 3-2  | 2-1  | –––– |

## Spareggi

### Play-off

#### Semifinale
|       | Risultati |                | Luogo e data          |
| ----- | --------- | -------------- | --------------------- |
| Melfi | 1 - 0     | Vultur Rionero | Melfi, 28 aprile 2019 |
|       |           |                |                       |

#### Finale
|         | Risultati |       | Luogo e data          |
| ------- | --------- | ----- | --------------------- |
| Lavello | 1 - 0     | Melfi | Venosa, 5 maggio 2019 |
|         |           |       |                       |

### Play-out

#### Semifinale
|             | Risultati |           | Luogo e data                |
| ----------- | --------- | --------- | --------------------------- |
| Ripacandida | 3 - 2     | Avigliano | Ripacandida, 20 aprile 2019 |
|             |           |           |                             |

#### Finale
|           | Risultati |           | Luogo e data              |
| --------- | --------- | --------- | ------------------------- |
| Avigliano | 0 - 1     | Latronico | Avigliano, 28 aprile 2019 |
|           |           |           |                           |